# Sân bay Mã Tổ Bắc Can
Sân bay Mã Tổ Bắc Cán (馬祖北竿機場) (IATA: MFK, ICAO: RCMT) là một sân bay ở quần đảo Mã Tổ, Lienchiang, Phúc Kiến, Đài Loan (Trung Hoa Dân Quốc). Sân bay này được xây năm 1994 trên đảo Beigan của thị trấn Beigan. Sân bay này cũng phục vụ máy bay trực thăng. Tại đây có các hãng hàng không Uni Air (立榮航空) và Daily Air Corporation (德安航空) với các tuyến bay thường lệ với Sân bay nội địa Tùng Sơn, Thành phố Đài Bắc.

## Các hãng hàng không và tuyến bay
- Daily Air (Taipei-Sungshan)
- Uni Air (Taipei-Sungshan)